# Dadra
Dadra (Devanagari: दादरा, dādrā) ist ein Musikstil der leichten indischen Klassik und gehört zur nordindischen Klassik, einem der beiden Hauptsysteme der indischen Klassik. Der Dadra ähnelt der Struktur des Thumri-Gesangs. Beide gehören als Gesangsform dem Genre der leichten indischen Klassik an. Die Dadras sind aber freier und erlauben dem Sänger mehr Spielraum  zur individuellen Gestaltung und Interpretation (Nuancierung, Phrasierung, Improvisation).
Dadras werden meist in der Rhythmik (siehe Tala) mit einem 6er- oder 8er-Beat begleitet und in „leichten Ragaskalen“ wie mand, pilu oder pahadi aufgeführt. Zur Begleitung dienen, wie bei anderen nordindischen Gesangstilen, die Tabla, die Sarangi oder das Harmonium und die Tanpura.
Der Ursprung von Dadra und Thumri wird in der nordindischen Ebene zwischen den Flüssen Yamuna und Ganges und der alten Region Bundelkhand vermutet.